# Perdita lingualis
Perdita lingualis är en biart som beskrevs av Cockerell 1896. Perdita lingualis ingår i släktet Perdita och familjen grävbin. Inga underarter finns listade i Catalogue of Life.